# خوليو ميرشنت
خوليو ميرشنت (بالإسبانية: Julio Marchant)‏ هو لاعب كرة قدم أرجنتيني، ولد في 11 يناير 1980 في سانتياغو ديل استيرو في الأرجنتين. لعب مع أمريكا دي كالي وبانفيلد وبوكا جونيورز وتشاكاريتا جيونيورز وديفينسور سبورتينغ ونادي أتليتيكو كولون ونادي راسينغ ونادي نيكاكسا وناسيونال ماديرا ويونيون دي سانتا في.

## وصلات خارجية
- خوليو ميرشنت على موقع قاعدة بيانات كرة القدم.إي يو (الإنجليزية)
- خوليو ميرشنت على موقع Soccerway.com (الإنجليزية)